# Notosemus bohemani
Notosemus bohemani är en stekelart som först beskrevs av Wesmael 1855.  Notosemus bohemani ingår i släktet Notosemus och familjen brokparasitsteklar. Arten är reproducerande i Sverige. Inga underarter finns listade i Catalogue of Life.